# The White Rose (grupo)

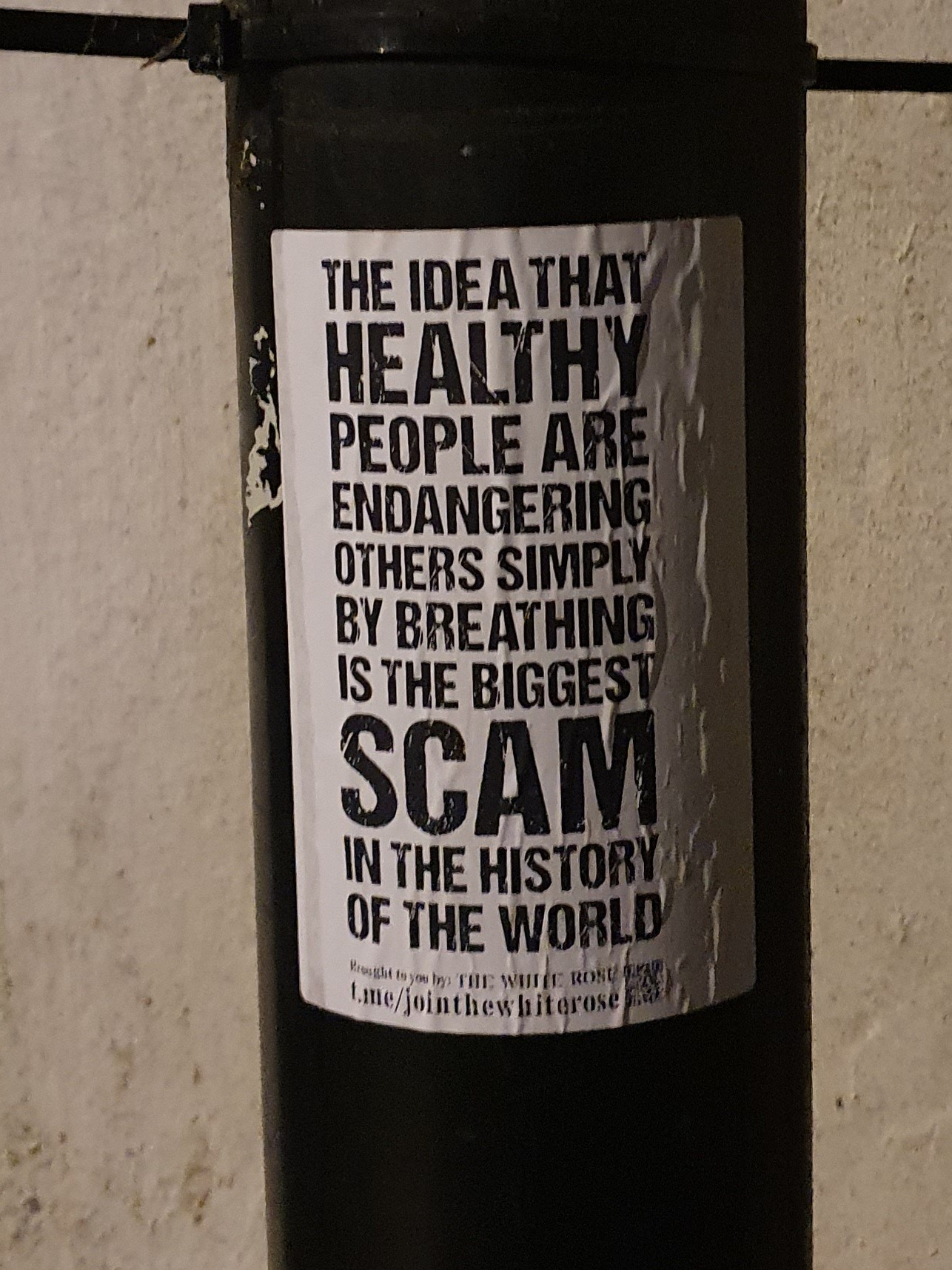
Adesivo sobre a COVID-19 colocado pela White Rose em um poste.

The White Rose (em pt: Rosa Branca) é um grupo britânico de independentes anónimos que promove campanhas de stickerismo com mensagens anti-mídia, contra a alegada teoria de uma Nova Ordem Mundial, tendo ganho proeminência a partir de 2020 com posições anti-máscaras e anti-vacinação, durante a pandemia de COVID-19. O nome foi apropriado do grupo anti-nazista Rosa Branca.